# باجل
باجل (به عربی: باجل) یکی از شهرهای استان حدیده در کشور یمن است که در سرشماری سال ۲۰۰۵ میلادی، ۴۶٫۰۰۵ نفر جمعیت داشته‌ است.